# المعهد العالي للرياضيات التطبيقية والإعلامية بالقيروان
المعهد العالي للرياضيات التطبيقية والإعلامية بالقيروان هو مؤسّسة تعليم عالي تونسي تابع لجامعة القيروان تأسّس بمقتضي أمر عدد 1587 بتاريخ 6 جوان 2006.

## الشهادات
- الإجازة التطبيقية في الإعلامية: التكنولوجيا الرقمية للصوت والصورة.
- الإجازة التطبيقية في الاتصالات والاعلامية.
- الإجازة الأساسية في الرياضيات.
- الماجستير في التكنولوجيا الرقمية للصوت والصورة.
- الماجستير المهني في الرياضيات:مالية
- ماجستير بحث: الرياضيات والتطبيقات

## الأقسام
- الرياضيات التطبيقية. (نظام إمد)
- الإعلامية: تكنولوجيا الشبكات والاتصالات. (نظام إمد)
- الإعلامية: التكنولوجيا الرقمية للصوت والصورة (نظام إمد)